# Anas castanea
L'alzavola castana o anatra castana australiana (Anas castanea Eyton, 1838) è un uccello della famiglia degli Anatidi.

## Descrizione
Si tratta di una piccola anatra con un'alta fronte e una testa arrotondata; presenta dimorfismo sessuale. La testa del maschio è verde lucida, il collo è rossiccio, il petto e i fianchi sono dello stesso colore, ma chiazzati di marrone, il dorso e le ali sono color marrone scuro, il basso ventre è bianco e la coda è nera. La femmina è di color marrone scuro e grigio chiazzato, ha la gola pallida e una banda scura sull'occhio. In entrambi i sessi l'occhio è rosso scuro, il becco è grigio e le zampe sono grigio-verdi. Le ali, per quanto riguarda la parte superiore, presentano uno specchio verde lucido scuro e bianco orlato di viola, mentre la parte sottostante è marrone.
Le femmine e i giovani esemplari delle alzavole castane sono molto simili ai corrispondenti dell'alzavola grigia (Anas gracilis): sebbene un po' più scuri, restano abbastanza difficili da distinguere; fra l'altro delle due specie coincidono l'habitat, il comportamento e perfino i richiami. Tuttavia, i maschi dell'alzavola castana sono molto differenti da quelli di alzavola grigia, avendo piume verdi e rossicce, mentre i secondi sono grigio chiazzato di marrone opaco.

## Distribuzione e habitat
È originaria dell'Australia del sud e della Tasmania; si può trovare sporadicamente anche a nord-est e può spingersi fino alla Nuova Guinea. Vive nei pressi di zone acquitrinose e sugli estuari nelle regioni litoranee ed è una delle poche anatre in grado di tollerare l'acqua salmastra, anche se necessita dell'acqua dolce per bere. È prevalentemente stanziale ed effettua spostamenti limitati. Nidifica nelle zone costiere, avendo bisogno degli alberi cavi o di pascoli vicino all'acqua per la costruzione del nido.
Come molti altri uccelli acquatici, ha sofferto dalle modifiche apportate alle zone acquitrinose, come drenaggi, salinità aumentata, deforestamento per creare pascoli e incendi. Nelle zone costiere, specie negli estuari, i loro habitat preferiti sono minacciati dall'aumento dello sviluppo umano. La volpe introdotta è un predatore importante, dato che mangia le uova, i giovani e gli adulti.

## Biologia

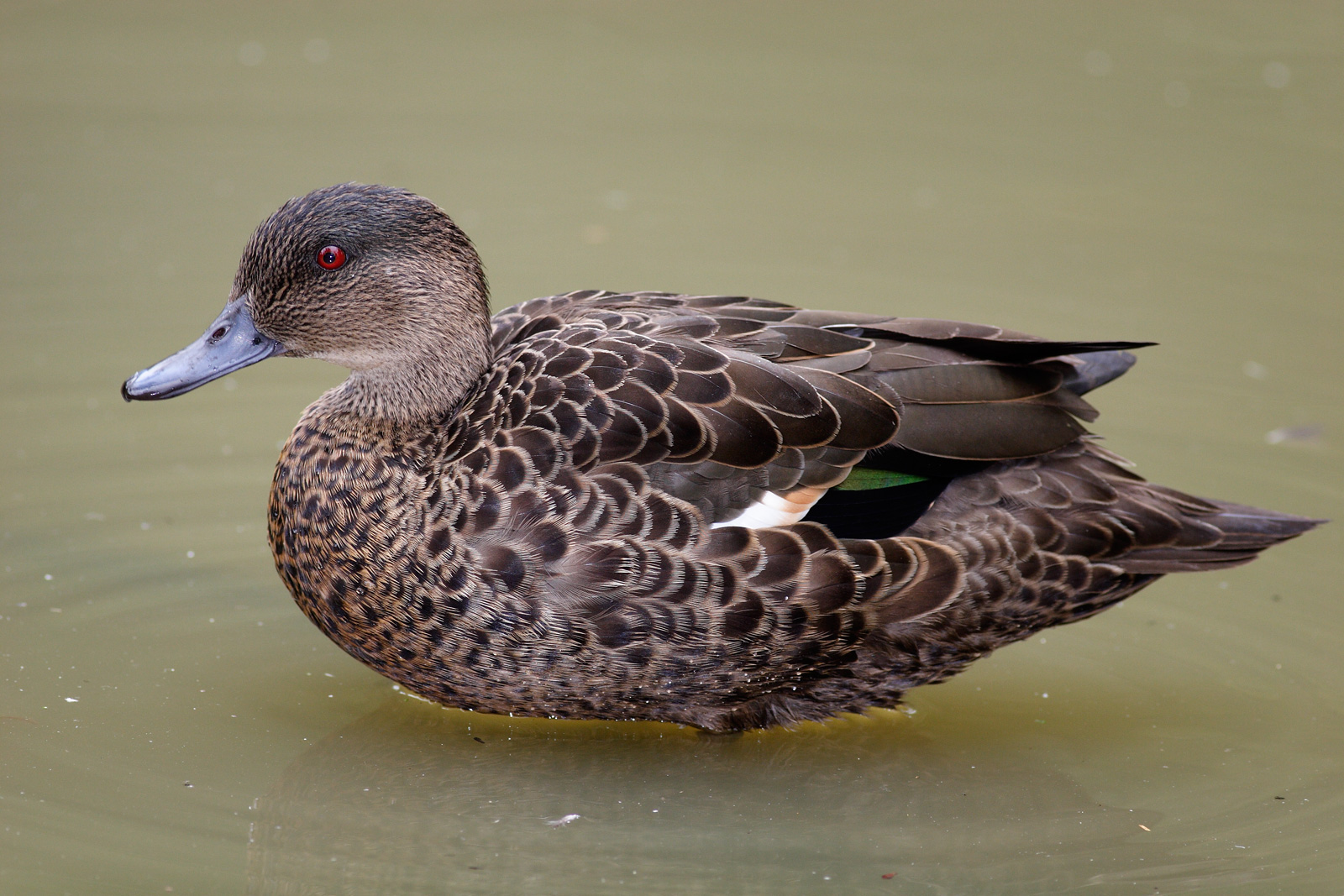
Esemplare femmina di alzavola castana

### Alimentazione
Si nutre di semi e di insetti, integrati anche da vegetali, così come da molluschi e crostacei in habitat più litoranei.

### Riproduzione
Formano coppie monogame che rimangono insieme per la stagione riproduttiva. Entrambi i genitori scelgono e difendono un luogo del nido ed i maschi rimangono con la femmina mentre incuba le uova. Il nido è solitamente posto in cavità di alberi a circa 6-10 metri di altezza; a volte i nidi sono disposti in terra, fra gruppi di erbe vicino all'acqua. Vengono deposte dalle 8 alle 12 uova e l'incubazione dura 23 giorni; i maschi non aiutano a covare ma si occupano dei giovani una volta nati.